# IAFEI World Congress

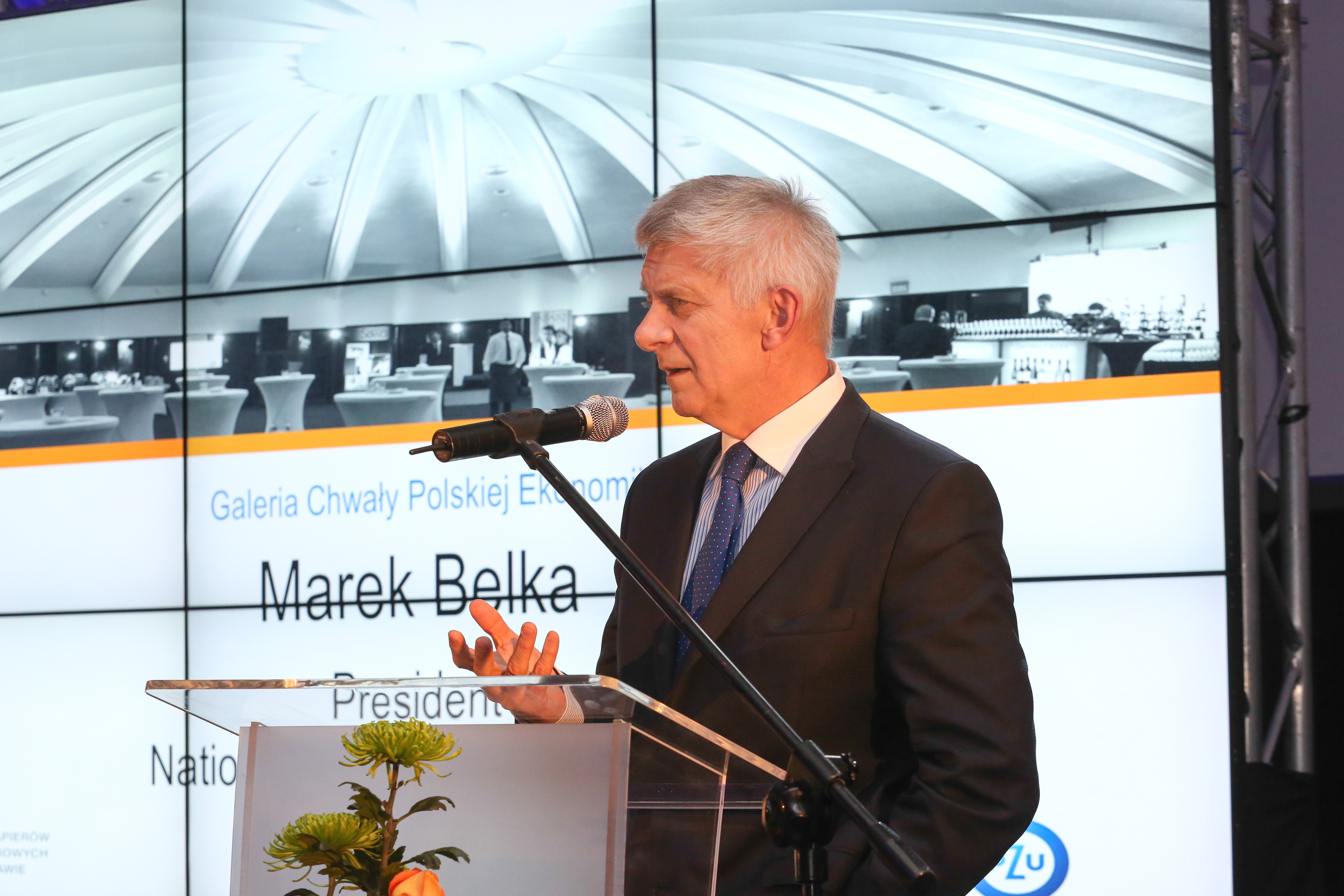
Marek Belka, Prezes Narodowego Banku Polskiego podczas uroczystej gali zorganizowanej z okazji 43. Kongresu IAFEI w Warszawie, październik 2013

IAFEI World Congress (Światowy Kongres IAFEI) to doroczny kongres organizowany przez Stowarzyszenie IAFEI (International Association of Financial Executives Institutes). Gospodarzem wydarzenia, które trwa od dwóch do czterech dni i obejmuje uroczystą wieczorną galę, jest jedna z organizacji członkowskich IAFEI. Zazwyczaj kongres przeznaczony dla korporacyjnych dyrektorów finansowych z całego świata organizowany jest w połączeniu z krajową konferencją gospodarza. Pierwszy kongres odbył się w 1969 roku w Marbelli, w Hiszpanii. Od tej pory wydarzenie zorganizowano w 21 różnych krajach. W latach 1975 oraz 2009 konferencja nie odbyła się. 

## Poprzednie wydarzenia
- 1. Światowy Kongres IAFEI, Marbella, Hiszpania, 1969
- 2. Światowy Kongres IAFEI, Bruksela, Belgia, 1970
- 3. Światowy Kongres IAFEI, Meksyk, Meksyk, 1971
- 4. Światowy Kongres IAFEI, Frankfurt nad Menem, Niemcy, 1972
- 5. Światowy Kongres IAFEI, Paryż, Francja, 1973
- 6. Światowy Kongres IAFEI, Manila, Filipiny, 1974
- 7. Światowy Kongres IAFEI, Rio de Janeiro, Brazylia, 1976
- 8. Światowy Kongres IAFEI, Dublin, Irlandia, 1977
- 9. Światowy Kongres IAFEI, Buenos Aires, Argentyna, 1978
- 10. Światowy Kongres IAFEI, Atlanta, USA, 1979
- 11. Światowy Kongres IAFEI, Sydney, Australia, 1980
- 12. Światowy Kongres IAFEI, Meksyk, Meksyk, 1981
- 13. Światowy Kongres IAFEI, Madryt, Hiszpania, 17-20 października 1982
- 14. Światowy Kongres IAFEI, Dżakarta, Indonezja, 31 października-2 listopada 1983
- 15. Światowy Kongres IAFEI, Wenecja, Włochy, 30 września-3 października 1984
- 16. Światowy Kongres IAFEI, Buenos Aires, Argentyna, 17-20 listopada 1985
- 17. Światowy Kongres IAFEI, Hongkong, 9-12 listopada 1986
- 18. Światowy Kongres IAFEI, Caracas, Wenezuela, 25-28 października 1987
- 19. Światowy Kongres IAFEI, Manila, Filipiny, 16-19 października 1988
- 20. Światowy Kongres IAFEI, Paryż, Francja, 26-29 września 1989
- 21. Światowy Kongres IAFEI, Tajpej, Tajwan, 5-7 listopada 1990
- 22. Światowy Kongres IAFEI, Cancún, Meksyk, 21-23 listopada 1991
- 23. Światowy Kongres IAFEI, Madryt, Hiszpania, 25-28 października 1992
- 24. Światowy Kongres IAFEI, San Carlos de Bariloche, Argentyna, 19-25 października 1993
- 25. Światowy Kongres IAFEI, Waszyngton D.C., USA, 2-5 października 1994
- 26. Światowy Kongres IAFEI, Rzym, Włochy, 4-6 października 1995
- 27. Światowy Kongres IAFEI, Dżakarta/Bali, Indonezja, 30 października-1 listopada 1996
- 28. Światowy Kongres IAFEI, Interlaken, Szwajcaria, 18-19 września 1997
- 29. Światowy Kongres IAFEI, Rio de Janeiro, Brazylia, 20-23 września 1998
- 30. Światowy Kongres IAFEI, Vancouver, Kanada, 26-28 maja 1999
- 31. Światowy Kongres IAFEI, Sydney, Australia, 8-11 października 2000
- 32. Światowy Kongres IAFEI, Cancun, Meksyk, 17-21 października 2001
- 33. Światowy Kongres IAFEI, Madryt, Hiszpania, 23-25 października 2002
- 34. Światowy Kongres IAFEI, Floryda, USA, 4-7 maja 2003
- 35. Światowy Kongres IAFEI, Florencja, Włochy, 11-13 października 2004
- 36. Światowy Kongres IAFEI, Manila, Filipiny, 4-7 listopada 2005
- 37. Światowy Kongres IAFEI, Berlin, Niemcy, 8-11 października 2006
- 38. Światowy Kongres IAFEI, Tokio, Japonia, 10-12 września 2007
- 39. Światowy Kongres IAFEI, Paryż, Francja, 15-17 grudnia 2008
- 40. Światowy Kongres IAFEI, Rzym, Włochy, 13-15 października 2010
- 41. Światowy Kongres IAFEI, Pekin, Chiny, 16-18 września 2011
- 42. Światowy Kongres IAFEI, Cancun, Meksyk, 14-17 listopada 2012

43. Światowy Kongres IAFEI odbył się w połączeniu z 6. CFO Summit Emerging Markets & CIS w Warszawie w dniach 14-17 października 2013. Organizatorami w imieniu IAFEI byli Stowarzyszenie Dyrektorów Finansowych Finexa oraz „CFO Insight” (magazyn wydawany przez Frankfurt Business Media, Frankfurt). 44. Światowy Kongres IAFEI odbędzie się w dniach 15-17 października 2014 po raz czwarty w Manili na Filipinach. Organizatorem jest filipińskie Stowarzyszenie Dyrektorów Finansowych FINEX.